# Esteve Bonell
Esteve Bonell Costa (Bañolas, Gerona; 1942) es un arquitecto español, Premio de Arquitectura Contemporánea Mies van der Rohe.

## Biografía
Se colegió en 1971 y ejerció la docencia en el Colegio Oficial de Arquitectos de Cataluña en 1972. Ha venido trabajando con Francesc Rius i Camps, también Premio Van der Rohe, y con Josep Maria Gil. Ha sido profesor invitado en París y Lausana. Su estudio profesional lo tiene en la calle Rosellón, en el Ensanche de Barcelona.

## Edificios notables
- Edificio Fregoli
- Velódromo de Horta, en Barcelona
- Palacio de deportes de Badalona
- Palacio de justicia de Gerona (1992)
- Hotel Citadines, Barcelona
- Edificio de la Junta de Galicia, en Vigo[1]
- Centro de asistencia sanitaria de Molins del Rey
- Edificio de viviendas en la Villa Olímpica de Barcelona
- Reforma del edificio Jaime I de la Universidad Pompeu Fabra

## Premios
- Premio FAD (1975), por el Edificio Frigoli
- Premio FAD (1985), por el Velódromo de Horta
- Premio Ciudad de Barcelona, por el Hotel Citadines
- Premio Mies Van der Rohe (1992), por el Pabellón de Deportes de Badalona